# Pastora Imperio
Pastora Imperio est le nom de scène de Pastora Rojas Monje, née le 13 avril 1887 à Séville (Andalousie, Espagne) et morte le 14 septembre 1979 à Madrid (Espagne), danseuse  gitane de flamenco et actrice de cinéma, elle s'est distinguée, par son répertoire large et complet, comme l'une des meilleures artistes de l'époque.

## Biographie
À douze ans, elle est déjà connue sous le nom de Pastora Monje puis plus tard celui de Pastora Rojas puis sous celui définitif de Pastora Imperio. Son répertoire est très varié, elle récite, chante et danse n'importe quel thème du folklore espagnol. Très tôt, elle commence à être reconnue par le public.
En 1912 elle se produit au Théâtre Romea de Madrid et plus tard dans tout le pays. En 1914 elle se rend à Paris et fait une tournée en Amérique latine, notamment à Cuba, Argentine et Mexique. Le 15 avril 1915, elle est consacrée définitivement dans la  première de L'Amour sorcier de Manuel de Falla (dont la composition fut inspirée par sa danse), au théâtre Lara de Madrid. Elle devient également à cette époque une proche du poète Federico García Lorca.
Le 14 février 1917, elle se produit devant le roi d'Espagne lors d'un gala pour la Croix Rouge.
En 1928, elle se retire de la vie artistique pour y retourner à nouveau en 1934, jusqu'en 1959 où elle se retire définitivement des spectacles.
Elle se marie le 20 février 1911 avec le célèbre torero Rafael Gómez surnommé «El Gallo», qui reconnaît sa fille Rosario Gómez Rojas, née en 1920 de Fernando de Borbon y Madán, cousin de Alfonso XIII. Elle est l'arrière-grand-mère de l'actrice Pastora Vega (es).
Elle figure dans de nombreux films comme La danse fatale (1914), La reine d'une race (1917), le célèbre María de la O (1936), La marquesona (1940), Canelita en rama (1943), L'amour sorcier  (1949) et Duelo en la cañada (1959).
Elle meurt à Madrid le 14 septembre 1979, à l'âge de 92 ans. En 2006, un monument en son honneur lui a été dédié à Séville, œuvre de Luis Álvarez Duarte.

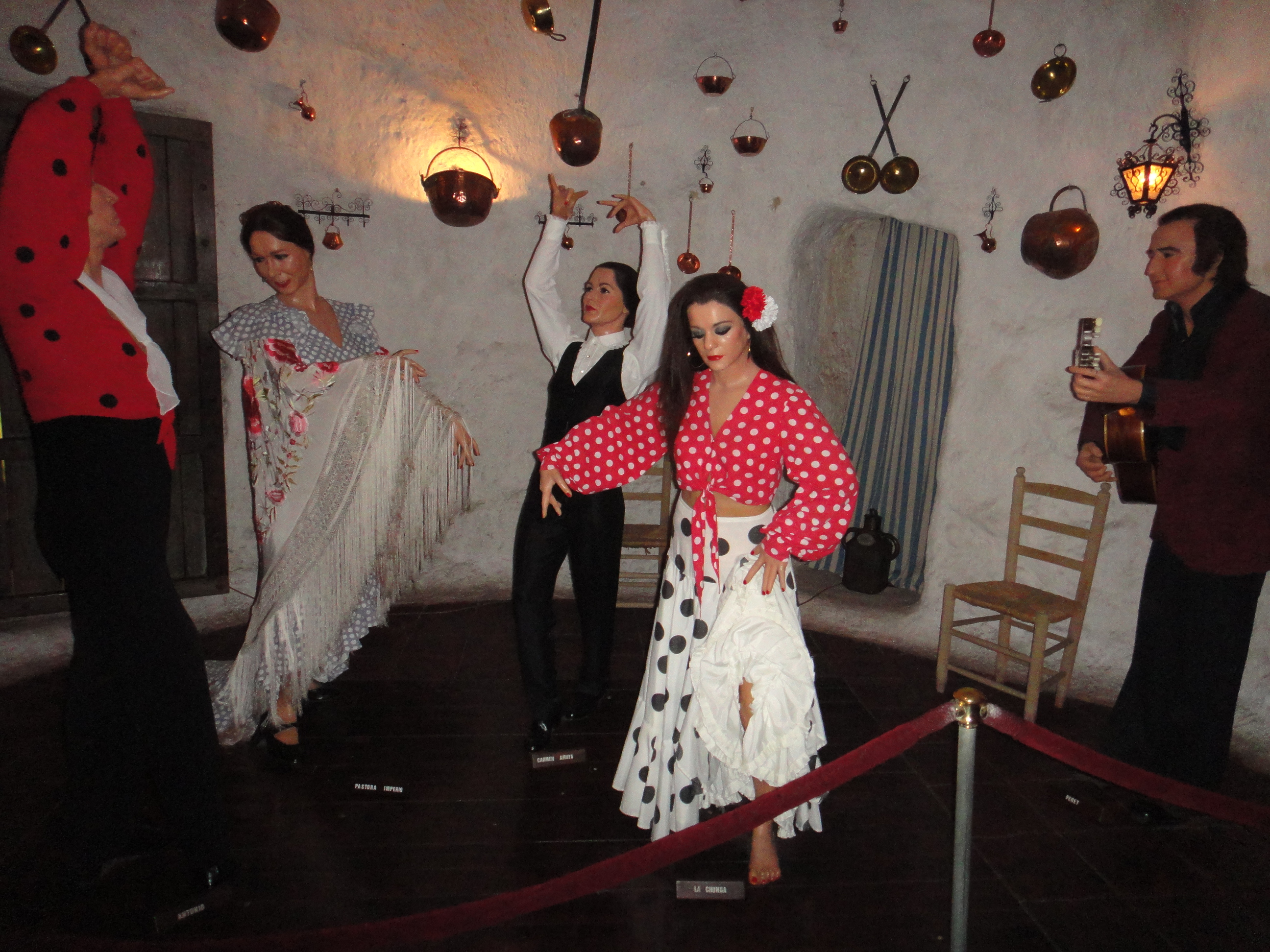
Musée de cire de Barcelone : Carmen Amaya (au centre), La Chunga (à droite) et Pastora Imperio à gauche.
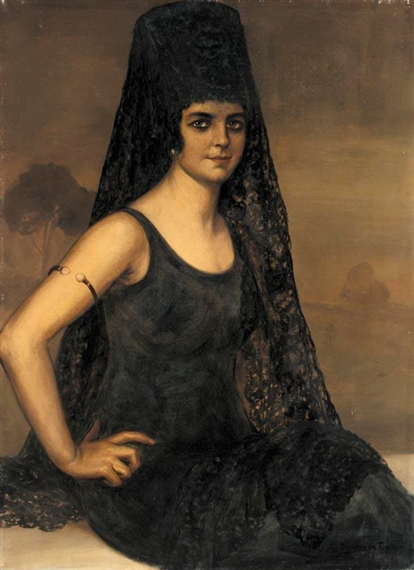
Pastora Imperio en 1913 par Julio Romero de Torres.
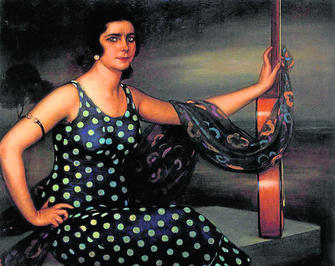
Pastora Imperio en 1922 par Julio Romero de Torres.

### Article principal
- Flamenco